# Evangelische Räte

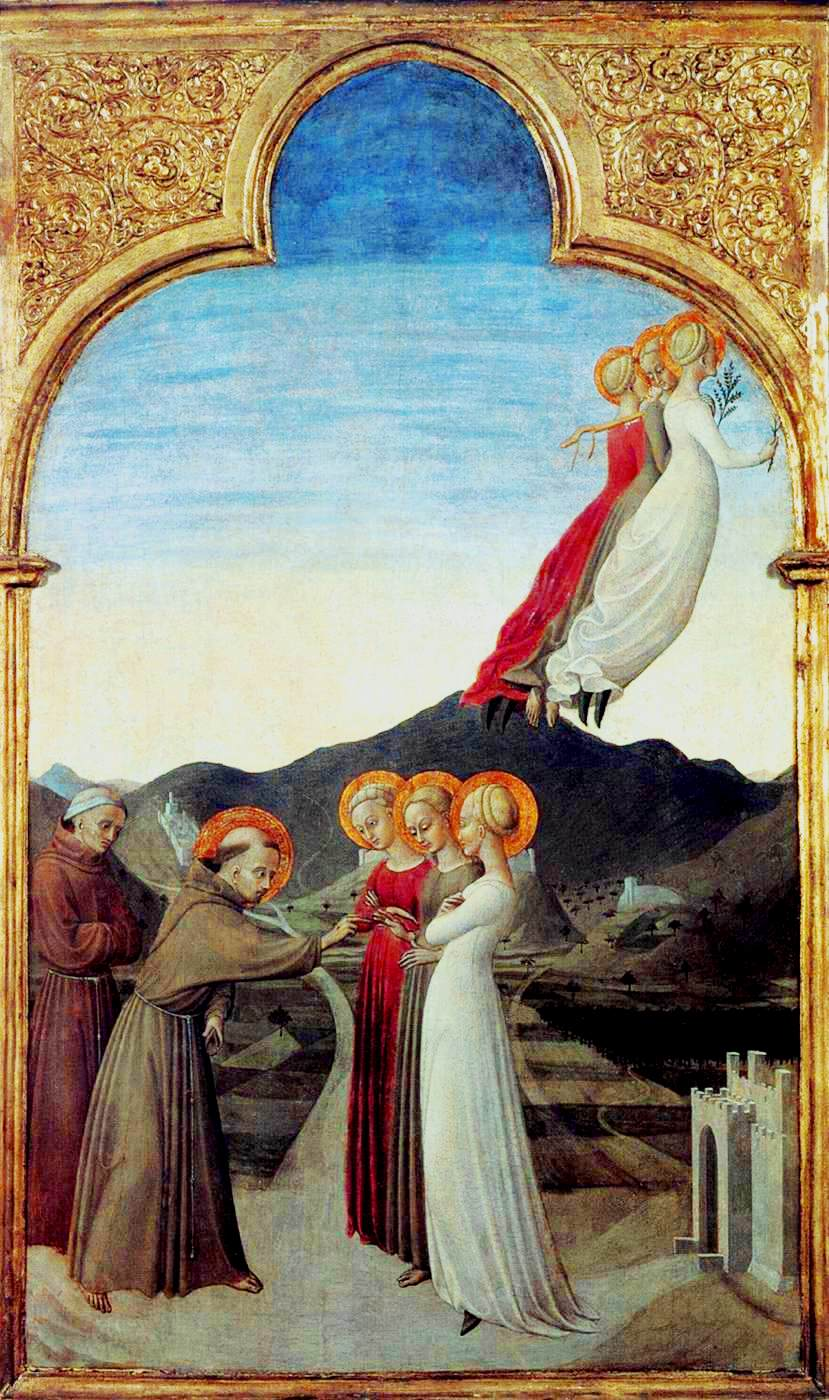
Die mystische Vermählung des hl. Franziskus mit der Frau Armut

Die evangelischen Räte (lat. consilia evangelica) sind Ratschläge, die Jesus Christus im Evangelium denen gab, die, wie in Mt 19,21  beschrieben, „vollkommen sein“ wollten. Sie lauten Keuschheit, Armut und Gehorsam. Ihre Befolgung ist für Christen – unter anderem dem Römerbrief zufolge (Röm 10,10 ) – nicht zur Erlangung des ewigen Lebens notwendig. Sie beruhen auf der Lehre und dem Beispiel Christi und sind ein Geschenk Gottes für diejenigen Gläubigen, die er in besonderer Weise dazu beruft.

## Geschichte
Seit dem 12. Jahrhundert trat eine Trias von Räten als Rechtsinhalt von Ordensgelübden hervor. Insbesondere Menschen, die sich für ein gottgeweihtes Leben entscheiden (Ordensmänner und -frauen, Eremiten, geweihte Jungfrauen, Mitglieder der Säkularinstitute), verpflichten sich seitdem zu einem Leben nach den evangelischen Räten:
- Keuschheit, Jungfräulichkeit oder Ehelosigkeit um des Himmelreiches willen: Der Rat zu einem Leben in Jungfräulichkeit bzw. eheloser Keuschheit wird aus Mt 19,12 EU abgeleitet. Manche geistliche Gemeinschaften nehmen auch verheiratete Mitglieder auf.

- Armut: Mt 19,21 EU warnt vor einer Überbewertung und einer zu starken Bindung an irdische Güter und verlangt einen einfachen Lebensstil. In den Bettelorden spielt das Gelübde der Armut per definitionem eine besondere Rolle.

- Gehorsam: In Anlehnung an Mt 20,26 EU kann der Gehorsam als Bereitschaft zur Einordnung in eine Gemeinschaft oder zum Gehorsam gegenüber einem Oberen verstanden werden. In den Orden findet dies seinen Ausdruck im Gehorsamsversprechen bei der Profess vor dem Abt oder Prior; allein lebende Personen des geweihten Lebens sind dagegen in der Regel dem Bischof der jeweiligen Diözese direkt unterstellt.

Die drei evangelischen Räte werden zuweilen auch als franziskanische Tugenden bezeichnet. Das geht auf eine Legende des heiligen Franz von Assisi zurück, der auf einem Weg nach Siena drei Frauen begegnete, allegorischen Verkörperungen von Armut, Keuschheit und Gehorsam.

## Gegenwärtiges Verständnis
Das Zweite Vatikanische Konzil betonte im Kontext der allgemeinen Berufung zur Heiligkeit in Lumen gentium:

„Daher sind in der Kirche alle, mögen sie zur Hierarchie gehören oder von ihr geleitet werden, zur Heiligkeit berufen […]. Sie [die Heiligkeit] drückt sich vielgestaltig in den Einzelnen aus, die in ihrer Lebensgestaltung zur Vollkommenheit der Liebe in der Erbauung anderer streben. In eigener Weise erscheint sie in der Übung der sogenannten evangelischen Räte. Diese von vielen Christen auf Antrieb des Heiligen Geistes privat oder in einer von der Kirche anerkannten Lebensform, einem Stand, übernommene Übung der Räte gibt in der Welt ein hervorragendes Zeugnis und Beispiel dieser Heiligkeit und muß es geben.“

„Alle Christgläubigen sind also zum Streben nach Heiligkeit und ihrem Stand entsprechender Vollkommenheit eingeladen und verpflichtet. Alle sollen deshalb ihre Willensantriebe richtig leiten, um nicht im Umgang mit Dingen der Welt und durch die Anhänglichkeit an die Reichtümer wider den Geist der evangelischen Armut im Streben nach vollkommener Liebe gehindert zu werden.“

Entsprechend wird im Katechismus der Katholischen Kirche die Unterscheidung zwischen den Geboten und den evangelischen Räten zwar auch auf die Vollkommenheit der Liebe bezogen, jedoch in übergreifender Weise:

„Die Gebote sollen aus dem Wege räumen, was sich mit der Liebe nicht vereinbaren läßt. Ziel der Räte ist es, zu beheben, was die Entfaltung der Liebe hemmen kann, auch wenn es nicht gegen sie verstößt.
Das Gelöbnis der evangelischen Räte begründet auch nach dem Zweiten Vatikanischen Konzil den Stand des geweihten Lebens.“